# Индекс эффективности государственного управления в Африке Мо Ибрагима
| 100 | 75 | 50           |
| 25  | 0  | нет сведений |

Индекс эффективности государственного управления в Африке Мо Ибрагима служит средством всесторонней оценки эффективности управления, рассчитываемой с помощью статистических методов для всех стран континента. Индекс рассчитывается и публикуется Фондом Мо Ибрагима, при расчётах обобщается большое количество различных показателей с целью дать гражданским обществам стран Африки инструмент, с помощью которого можно оценивать работу властей. До 2009 года индекс рассчитывался только для стран к югу от Сахары (исключая, соответственно, Марокко, Алжир, Тунис, Ливию и Египет).
Индекс Ибрагима был создан для привлечения внимания к эффективности власти в Африке. Идея состоит в том, чтобы, используя статистику, иметь аппарат для сопоставления успехов и неудач властей от года к году. С его помощью достигается две цели: во-первых, возможность наглядно продемонстрировать, что далеко не во всех африканских странах крайне слабые и неэффективные властные институты, и, соответственно, не следует судить весь континент по странам, испытывающим наибольшие сложности; во-вторых, граждане каждой из африканских стран (и различные организации) могут оценить, насколько успешна деятельность их правительств
.

## История
Оригинальная идея разработки индекса Ибрагима принадлежит Фонду Мо Ибрагима. Первое издание было выпущено в 2007 году, второе — в 2008. Третье издание было опубликовано в Кейптауне 5 октября 2009 года. Четвёртое издание было опубликовано 4 октября 2010 года, презентации состоялись в Каире, Аккре, Найроби, Дакаре и Йоханнесбурге. Индекс рассчитывается в сотрудничестве с Гарвардским Университетом, фундаментальное обоснование и технические расчеты производятся несколькими африканскими НИИ
. Индекс Ибрагима активно используется общественными движениями в Африке для отслеживания эффективности действий правительств. Так, в ЮАР оппозиционная партия «Демократический Альянс» использовала индекс Ибрагима для корректировки отчетов правительства о рекордно высоких уровнях надежности экономики и безопасности.

## Методология
При подсчёте индекса Ибрагима правительство оценивается по 57 критериям, показывающим уровень услуг, предоставляемых правительствами гражданам. Акцент делается на те результаты деятельности властей, которые ощущают на себе жители стран, а не на политических или международных делах. Каждый критерий берётся по средневзвешенному значению и приводится к общей балльной шкале с целью пропорционального влияния результатов на итоговое значение.
Критерии сгруппированы в 5 категорий, который в индексе определяются как основополагающие обязательства правительства перед гражданами:
- Безопасность и законность
- Равноправие и права человека
- Устойчивые экономические перспективы
- Индекс человеческого развития

Информация собирается по всему континенту, данные текущего года сопоставляются с данными за два предыдущих, чтобы убедиться в объективности отражения действительности.